# Asesinato de Tina Harmon
Tina Marie Harmon (Creston, Ohio; 9 de junio de 1969 - Lodi, Ohio; 29 de octubre de 1981) fue una niña estadounidense de 12 años que fue secuestrada, violada y asesinada en octubre del año 1981. Después del descubrimiento de su cuerpo, fue enterrada más tarde en el cementerio Maple Mound. Dos hombres fueron condenados originalmente por su asesinato sobre la base de pruebas circunstanciales, pero finalmente fueron puestos en libertad cuando se anuló la condena. El asesinato de Harmon se resolvió en 2010 cuando el ADN de la persona que la violó se comparó con el de Robert Anthony Buell, al que se fijó como su autor. Fue ejecutado por inyección letal ocho años antes por el asesinato de Krista Harrison, ocurrido un año después que el de Harmon.

## Historial del caso
Según los informes, Tina Harmon fue vista por última vez con un hombre de unos veinte años después de que la novia de su padre la dejara en Lodi (Ohio). El cuerpo de Harmon fue encontrado más tarde junto a un pozo de petróleo en la ciudad de Navarre, en el mismo estado, cinco días después de su secuestro. Se encontraron fibras de alfombra de color nuez moscada y pelo de perro en su ropa.
En 1982, Ernest Holbrook, Jr. y Herman Ray Rucker fueron condenados tanto por la violación como por el asesinato de Harmon, pero después de complicaciones con los testimonios de los testigos, uno de ellos se retractó. A Rucker se le dio un nuevo juicio y fue puesto en libertad en 1983.
En 1984, Robert Anthony Buell fue declarado culpable del asesinato de Krista Lea Harrison en 1982. Los pelos de perro en el cuerpo de Harmon coincidieron con los encontrados en un perro enterrado en el jardín de Buell, una vez que las pruebas de ADN fueron posibles. Buell fue luego emparejado con el asesinato de Harmon al comparar sus muestras de ADN con las que se encontraron en la ropa de Harmon varios años después. En 2009, cuando se reabrió el caso Harmon, se dijo que se obtuvo el perfil de Buell, pero no tenían el de Tina.
Las fibras de la alfombra de color nuez moscada que se encontraron en los cuerpos de Harmon y Harrison también coincidían. Sin embargo, Buell nunca fue juzgado por el asesinato de Harmon porque ya estaba en el corredor de la muerte. En 2002, a la edad de 62 años, Buell fue ejecutado por el asesinato de Harrison.
El periodista del medio Cleveland Scene, James Renner, escribió sobre características similares de los asesinatos de Harmon, Harrison y Debora Kaye Smith al asesinato de Amy Mihaljevic en 1989, los dos últimos sin resolver. Aunque Buell estaba encarcelado en el momento de la muerte de Mihaljevic, afirmó que el sobrino de Buell, Ralph Ross Jr., podría ser el responsable y afirmó que podría haber estado involucrado en los tres asesinatos anteriores, si no el único perpetrador. En 2008, las pruebas del caso Harmon se compararon con las del caso Mihaljevic.
Ross fue eliminado como fuente de ADN del caso Harmon en 2010.